# Йожеф Саєр
Йожеф Саєр (угор. József Szájer, нар. 7 вересня 1961) — угорський політик у відставці та колишній член Європейського парламенту від партії «Фідес». Він подав у відставку з посади депутата Європарламенту 29 листопада 2020 року після того, як його затримала бельгійська поліція після його участі у приватній гей-оргії у ніч на 27 листопада, яка порушувала місцеві обмеження щодо COVID-19.

## Раннє життя
Йожеф Саєр народився в Шопроні 7 вересня 1961 року як старший син шкільного вчителя Йожефа Саєра старшого та вчительки початкової школи Едіт Кісс. Його батьки померли від отруєння чадним газом 26 листопада 1982 року. В результаті Саєр став опікуном своїх молодших братів у віці 21 року. Початкову та середню школу він закінчив на місці народження.
Саєр навчався в коледжі Bibó István College і отримав диплом юриста в Університеті Етвеша Лоранда (ELTE) у Будапешті в 1986 році. Потім він десять років працював викладачем на кафедрі римського права ELTE. Отримавши стипендію від Фонду Сороса, він також навчався в Оксфордському коледжі Бейлліол з 1986 по 1987 роки, а з 1988 по 1989 рік переїхав для дослідження в Мічиганський університет. У 1996 році він склав іспит на адвокатуру, після чого працював юристом. З 1987 року Саєр був першим президентом Оксфордського угорського товариства (OHS).

## Політична кар'єра

### В Угорщині
У 1988 році Саєр приєднався до партії Фідес як член-співзасновник партії та брав участь в угорських переговорах за круглим столом з 1989 по 1990 рік. У 1990 році він був обраний членом парламенту Угорщини — місце, яке він залишав, поки не став депутатом Європарламенту в 2004. З 1994 по 2002 рік очолював парламентську групу «Фідес», а з 1998 по 2002 рік очолював комітет з євроінтеграції парламенту. Він обіймав посаду віце-президента Фідес з 1996 по 2003 рік, а з 2000 по 2012 рік був членом правління Ради Європи.
Працюючи депутатом Європарламенту, у 2010 році Саєр був призначений головою редакційного комітету нової Конституції Угорщини та очолив національний консультативний комітет. Саєр написав чернетку на своєму iPad. Комітет висунув кілька помітних змін до конституції, включаючи пропозицію дозволити батькам голосувати на виборах від імені своїх неповнолітніх дітей і статтю про заборону абортів. Нова конституція також підкреслила визначення шлюбу як шлюбу між чоловіком і жінкою, очевидно відкидаючи заклики до визнання одностатевих шлюбів.

### Європарламент
У 2003 році Саєр приєднався до Європейського конвенту та був членом-спостерігачем у Європейському парламенті напередодні вступу Угорщини до ЄС. У 2004 році Саєр був вперше обраний до Європейського парламенту та призначений серед віце-голів Групи Європейської народної партії. З 2004 по 2007 рік Саєр працював членом Комітету з питань внутрішнього ринку та захисту прав споживачів, потім членом Комітету з конституційних питань (2007—2014).
У 2008 році він підписав Празьку декларацію про європейську свідомість і комунізм. У 2009 році був переобраний та призначений головою угорської делегації ЄНП (до 2011 року) та головним представником і віце-головою групи Європейської народної партії (до 2020 року). З 2014 року до відставки у 2020 році був активним членом Комітету з правових питань. Саєр був заступником Комітету з міжнародної торгівлі та членом Делегації у справах відносин зі Сполученими Штатами.

### Участь у гей-оргії та відставка
Саєр подав у відставку з посади депутата Європарламенту 29 листопада 2020 року (рішення набуло чинності наприкінці грудня) після того, як у ніч на 27 листопада його затримала бельгійська поліція під час втечі з приватної оргії з 25 чоловіками, що проводилася над гей-баром, яку організовував Девід Манжелі, що порушувало місцеві обмеження щодо коронавірусу. Саєр не був запрошеним гостем на вечірці, і його супроводжував друг. Вечірка була перервана через те, що сусіди викликали поліцію, щоб поскаржитися на шум. Усіх учасників вечірки оштрафували на 250 євро.
Відповідно до заяви федеральної прокуратури, його бачили, коли він тікав через вікно та водосточну трубу, його руки були закривавлені, а в рюкзаку знайшли таблетку екстазі, хоча він заперечував, що наркотик належав йому. На місці він не зміг пред'явити жодних документів, що посвідчують особу, тож поліція супроводила його додому, де він представився за допомогою дипломатичного паспорта. До скандалу вже ходили чутки про те, що він гей, про що колишній політик Фідес Клара Унгар публічно заявила в 2015 році.
Саєр покинув Фідес 2 грудня 2020 року. Прем'єр-міністр і лідер партії Віктор Орбан сказав Magyar Nemzet: «Те, що зробив наш колега Йозеф Саєр, не вписується в цінності нашої політичної спільноти. Ми не забудемо і не відкинемо його тридцятирічну роботу, але його дії є неприйнятними і такими, що не підлягають виправданню». Колеги-депутати Європарламенту, зокрема Мартон Дьондьозі (Jobbik), Манон Обрі (La France Insoumise) і Террі Райнтке (Альянс 90/Зелені), звинуватили Саєра та Фідес у лицемірстві у світлі позиції партії щодо питань ЛГБТ. За словами лідера опозиційної партії Андраша Фекете-Дьйора (Рух Momentum), інцидент свідчить про «повне моральне банкрутство Фідес».
У наступні дні меморіальну дошку прикріпили до водостоку, по якому Саєр спустився, щоб втікти з секс-вечірки. Вулична художниця Laika також створила фреску в Римі, яка представляє Саєра як гей-ікону.

## Особисте життя
Саєр одружений з 1983 року на Тюнде Хандо, яка стала суддею Конституційного суду Угорщини в січні 2020 року. У пари є донька 1987 року народження.
У 2015 році член Альянсу вільних демократів Клара Унгар, яка є відкритою лесбійкою, заявила, що Саєр та інший політик Фідес Мате Кочіш є геями. Кочіш подав позов проти Унгара за наклеп. Він виграв суд нижчої інстанції, але програв апеляцію. Саєр ніяк не відреагував на заяву.

## Книги
- Jogállam, szabadság, rendszerváltoztatás[26] (1998)
- Európa[27] (2004)
- Szabad Magyarország, szabad Európa[28] (2014)
- Ne bántsd a magyart! Gondolatok a bevándorlásról, a Fideszről, Magyarországról, Alaptörvényünkről és Európáról (2019)